# Trümmer

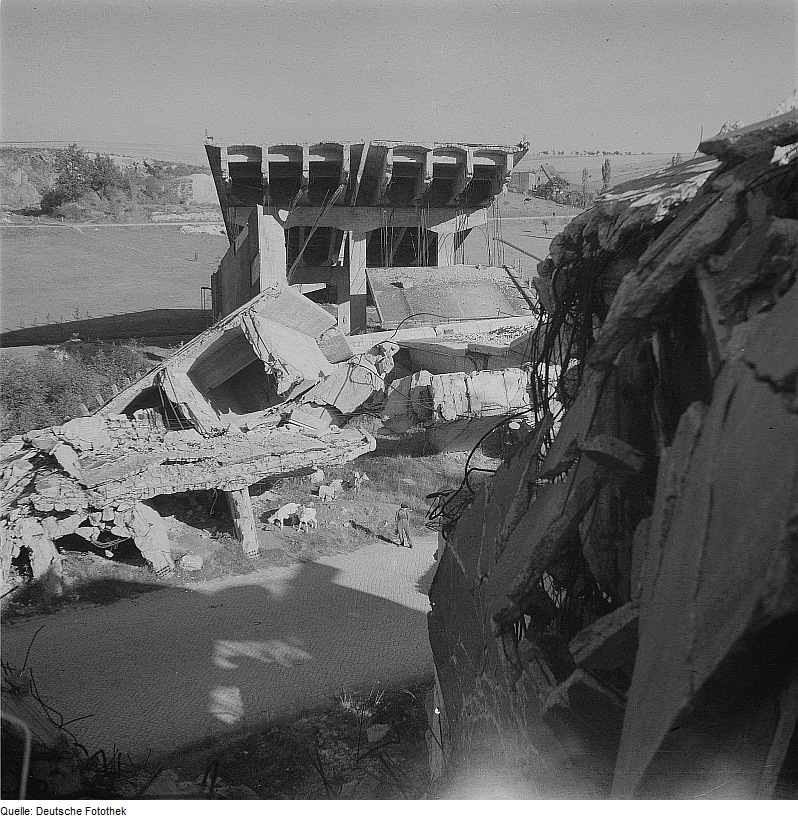
Trümmer einer im Krieg zerstörten Brücke

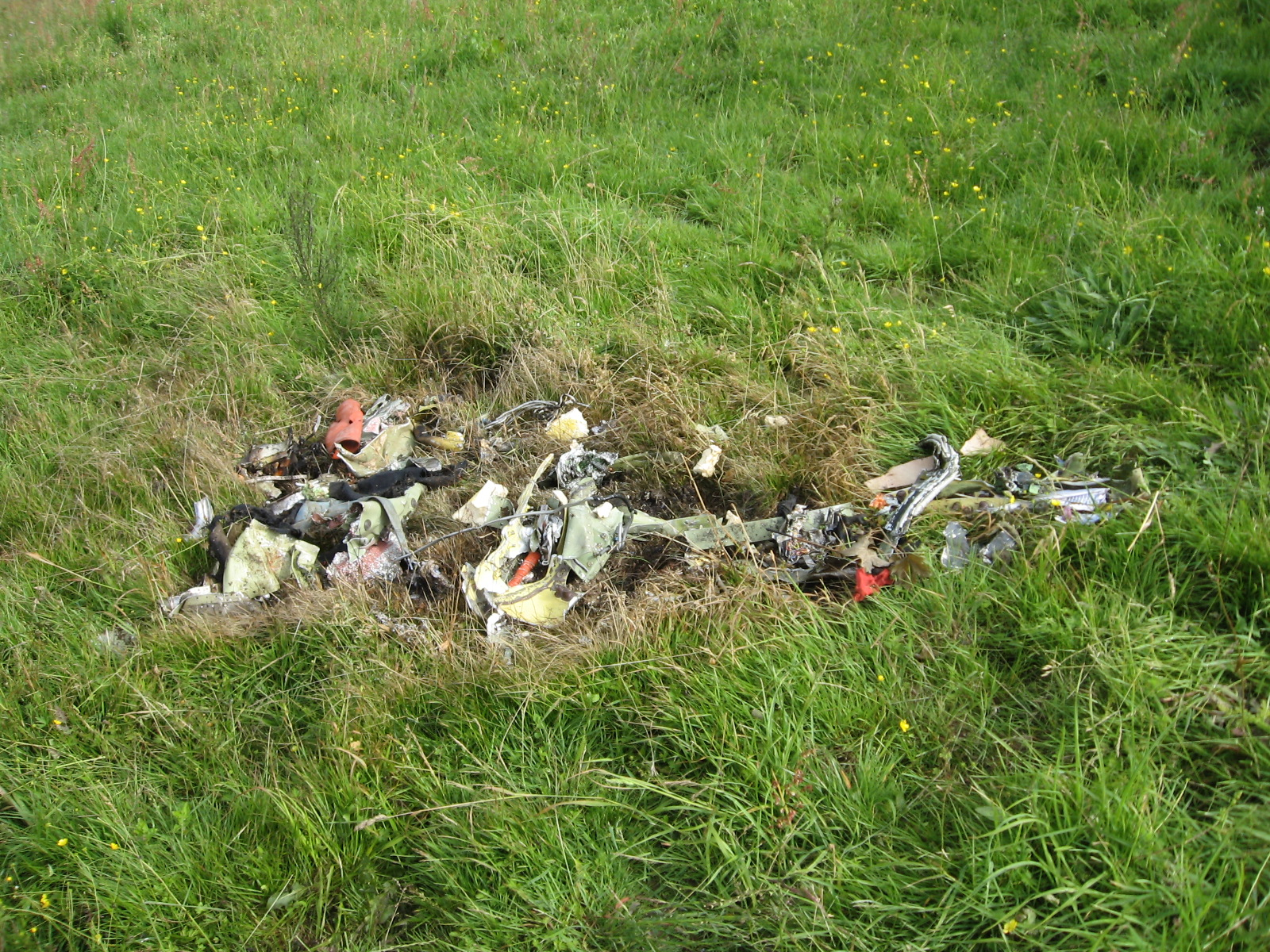
Trümmer eines abgestürzten Learjet

Trümmer sind Überreste oder Bruchteile eines zerstörten Ganzen, beispielsweise eines Bauwerks oder eines Fahrzeugs. In der alpinen Geologie werden auch große Blöcke eines Bergsturzes oder abgestürztes Material von Felswänden so bezeichnet.
Im Katastrophenschutz werden Trümmer eines zerstörten Bauwerks, die vor dem Abräumen noch aufeinander liegen, auch als Trümmerkegel bezeichnet. Der Bereich, in dem Trümmer verstreut sind, ist das Trümmerfeld. In der Geologie werden die von einem einstürzenden Vulkan herabgleitenden, gewaltigen Gesteinsmassen wegen ihres extrem raschen Fließverhaltens Trümmerlawine genannt.
 Das Wort Trümmer ist ursprünglich ein Plural von Trumm, wird aber heute außer in Österreich, im bairischen und im schwäbischen Sprachgebrauch nur als Pluraletantum verwendet. Ein Trumm ist ganz allgemein ein Ding – überwiegend wenn es sperrig bzw. klobig ist oder wenn es „immer im Weg herumliegt“. Trumm entstammt dem mittelhochdeutschen Ausdruck drum (‚Stück‘, ‚Ende‘). Damit verbunden sind die Ausdrücke drumen bzw. drümen (,in Stücke brechen‘).
Auch das abgeschnittene Ende eines Baumstammes wird als Trumm bezeichnet, woher auch die Trummsäge ihren Namen hat.